# Рамарая Аравіду
Рамарая Аравіду (*1484 —23 січня 1565) — фактичний правитель Віджаянагарської імперії у 1540–1565 роках, який привів державу до занепаду.

## Життєпис
Походив із впливового роду Аравіду. Був родичем магараджахіраджи Крішнадевараї. Відзначився в усіх основних військових кампанія за його володарювання.
Після його смерті намагався отримати трон, але поступився Ачьютадевараї, проте зберіг посади при дворі.
У 1540 році скориставшись підтримкою султана Біджапура здійснив заколот, захопивши правителя й ставши фактичним володарем імперії. У 1542 році він поставив формальним правителем Садашівараю. Поступово поставив на провідні посади у державі вірних собі людей. Водночас став більше запрошувати на військову службу мусульман.
У 1543 році Рамарая уклав союз з Ахмеднагаром та Голкондою проти Біджапура та Бідара. У 1549 році Рамарая разом із своїми союзниками завдав поразки іншим султанатам, захопивши важливу фортецю Кальян. У 1551 році закріпив за імперією долину Райчур. У 1557 році Рамарая уклав союз із Біджапуром та Бідаром проти Ахмеднагара й Голконди. У 1558 році війська Віджаянагара спустошили Ахмеднагарський султанат.
Зрештою дії Рамараї об'єднали проти нього усіх султанів. Спочатку у 1564 році володіння Віджаянагару атакували султани Голконди та Ахмеднагар, проте зазнали тяжкої поразки. Тоді до них приєдналися султани Біджапура та Бідара. Вирішальна битва відбулася 23 січня 1565 року при Талікоті (Ракшас-Тагді). Спочатку перевага була на боці віджаянагарців. Проте у відповідальний момент мусульмани, що були на службі у Рамараї, перейшли на бік султанів, внаслідок чого індуські війська зазнали поразки. Рамарая потрапив у полон, де того ж дня його було страчено.